# Croton ciliatoglandulifer
El canelillo de México (Croton ciliatoglandulifer)  es una especie de planta fanerógama perteneciente a la familia Euphorbiaceae.   

## Descripción
Son arbustos, que alcanzan un tamaño de 0.5–2 m de alto, ramitas y pecíolos estrellado-hirsutos. Hojas ovadas, 2–8 cm de largo y 1–4 cm de ancho, abruptamente agudas o acuminadas en el ápice, redondeadas a subcordadas en la base, márgenes ciliados, los cilios con glándulas apicales de 1–2 mm de largo, estrellado-pubescentes en la haz, estrellado-tomentosas en el envés, 3–5-nervias en la base; pecíolos 1–3 cm de largo, sin glándulas apicales apareadas, estípulas disecadas en segmentos filiformes, 2–3 mm de largo, con glándulas apicales. Racimos generalmente bisexuales, terminales, 2–10 cm de largo; flores estaminadas con pedicelos 2–3 mm de largo, sépalos valvados, deltoides, de 2 mm de largo, pétalos obovados, ca 2.5 mm de largo, glabros, receptáculo velloso, estambres 30–45, filamentos glabros, anteras 1.2–1.5 mm de largo; flores pistiladas con pedicelos hasta 2–4 mm de largo en fruto, sépalos valvados, angostamente oblanceolados, 5–8 mm de largo, con setas glandulares marginales, pétalos ausentes, ovario estrellado-tomentoso, estilos 2 o 3 veces bífidos, 3–6 mm de largo. Cápsula 6 mm de largo; semillas hinchadas, 4.5–5.2 mm de largo, lisas, ventralmente carinadas.

## Distribución y hábitat
Originaria de México y Cuba. Habita en climas cálidos, semicálidos, semisecos y templados entre los 200 y los 1750 m s. n. m. Crece a orilla de arroyos y riachuelos, asociada a bosque tropical caducifolio, matorral xerófilo y bosque de encino.

## Propiedades
Esta planta es empleada principalmente en el centro del país, en los estados de México, Morelos y Guerrero, para eliminar los mezquinos, y jiotes, con este fin se utiliza la savia o el látex. Remedios hechos con la planta completa se prescriben para tratar el "resfriado de estómago", el empacho, las heridas, la picadura de escorpión, la infección de los ojos y el paludismo; la administración de la hoja por vía rectal se indica para aliviar la infección intestinal en niños, así como las hemorroides infantil. Además, al duraznillo algunos autores le atribuyen propiedades como antiséptico y cicatrizante.
Historia
A finales del siglo XIX e inicios del XX, el Instituto Médico Nacional la señala como antipalúdico y antipirético. Posteriormente, Alfonso Herrera Fernández comenta: "esta planta se emplea para curar las fiebres intermitentes. Dinámicamente se ha probado su eficacia como antitérmico, es ineficaz para combatir el paludismo y tiene una acción purgante". Maximino Martínez la reporta como antipalúdico, antipirético y para curar el piquete de escorpión. Finalmente, Luis Cabrera de Córdoba la cita como catártico y diurético.

## Taxonomía
Croton ciliatoglandulifer fue descrita por Casimiro Gómez Ortega y publicado en Novarum, aut Rariorum Plantarum Horti Reg. Botan. Matrit. Descriptionum Decades 51. 1797.
Etimología
Ver: Croton
ciliatoglandulifer: epíteto
Sinonimia
- Croton chaetodus Urb.
- Croton chaetodus var. gonavensis Urb.
- Croton ciliatoglandulosus Steud.
- Croton fuertesii Urb.
- Croton penicillatus Vent.
- Croton pulcherrimus Willd. ex Schltdl.
- Oxydectes ciliatoglandulosa (Steud.) Kuntze[4]